# Estación Sucre
Sucre era una estación intermedia de la vía troncal del Ferrocarril General San Martín.

## Ubicación
Se encuentra en un paraje rural entre las estaciones Cabred (terminal de la línea San Martín) y Cortínez.

## Servicios
No presta servicios de pasajeros. Por sus vías corren trenes de carga de la empresa estatal Trenes Argentinos Cargas.

## Características
Se trata de una estación con dos andenes laterales. El edificio principal se encuentra sobre el andén ascendente. Actualmente la estación se encuentra deteriorada, con el andén descendente tapado por la vegetación. El edificio principal no conserva su alero y es utilizado como vivienda.

## Actividad agropecuaria
La Estación Sucre contaba con numerosas quintas, chacras y campos en propiedad de agricultores y ganaderos de diversos orígenes. La actividad era predominantemente bovina. En planos rurales catastrales de la década de 1930 se puede observar la presencia de importantes propietarios como María Luisa de Herrera Vegas, Francisco Rosso, la familia Mugica, Giordano, Casey y Murphy. Además, la Estación se encontraba a pocos metros de la imponente "Cabaña Lujan" de Marcelino Herrera Vegas y "Las Betulas" de J. María y J. Manuel Anchorena Paz. 
Tenemos como evidencia de la actividad agrícola-ganadera de mediados del siglo XX a los Anuarios Kraft, específicamente del periodo 1942-1945, en donde aparecen como chacareros: Ángel Giordano, Juan Giordano, los hermanos Anchorena Paz, Vda. De Punaro y los hermanos Rosso. Como horticultores: Pio Ganzarain, Juan Irazatti, Francisco Marques y los hermanos Sanchis Vicente. Los principales establecimientos ganaderos eran "Haras Argentino S.A" y "Las Betulas". En el apartado de tambos: Martin Harneto, los hermanos Eyharts, Angel Pelli y Domingo Silva.

## Galería

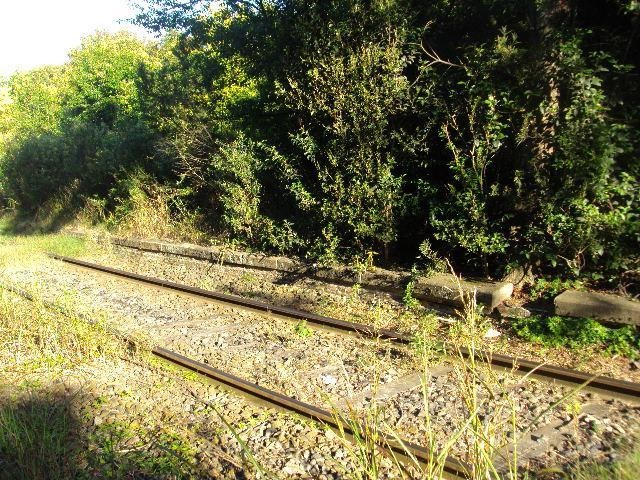
Vista del andén descendente cubierto por la vegetación.
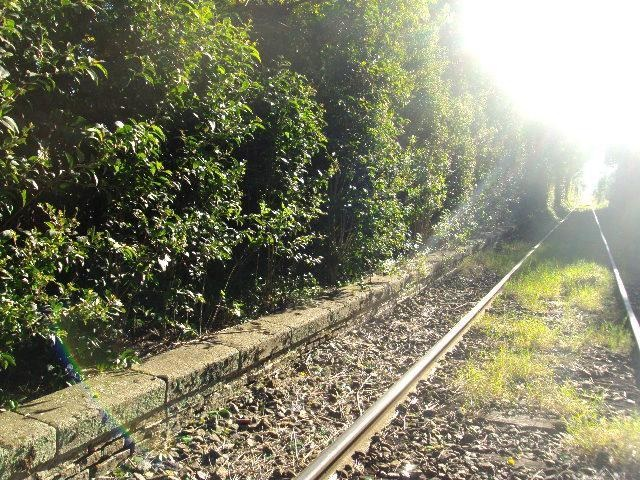
Túnel de vegetación formado por el abandono.